# Guibourtia arnoldiana
Guibourtia arnoldiana es un árbol de la familia Fabaceae, nativo de África central. Su nombre común es «mutenye», si bien los ingleses lo denominan olive wallnut. Alcanza alturas de 20–30 metros, con un tronco de 40–80 cm de diámetro. También es conocido como «benzi» (República del Congo), «mutenye» y «mbenge» (República Democrática del Congo) o «m'penze» (Angola).